# 网籽草属
网籽草属（学名：Dictyospermum）是鸭跖草科下的一个属，为多年生草本植物。该属共有约10种，分布于亚洲热带、亚热带地区。